# Nahuel y el libro mágico
Pour plus de détails, voir Fiche technique et Distribution.
Nahuel y el libro mágico est un film chilien réalisé par German Acuña, sorti en 2020.

## Synopsis
Nahuel a peur de la mer. Un jour, il trouve un livre magique qui pourrait lui permettre de dépasser sa peur.

## Fiche technique
- Titre : Nahuel y el libro mágico
- Réalisation : German Acuña
- Scénario : German Acuña et Juan Pablo Sepúlveda
- Musique : Cristobal Carvajal
- Montage : Marcelo Jara
- Production : German Acuña, Patricio Escala et Sebastián Ruz
- Société de production : Carburadores, Punkrobot Animation Studio, Punkrobot Studio et Red Brasil
- Pays :  Chili et  Brésil
- Genre : Animation, aventure et fantastique
- Durée : 98 minutes
- Dates de sortie : 
  -  France : 15 juin 2020 (festival international du film d'animation d'Annecy)
  -  Chili : 20 janvier 2022

## Doublage
- Consuelo Pizarro : Nahuel
- Marcelo Liapiz : Kalku
- Muriel Benavides : Fresia
- Vanesa Silva : Raiquen / Huenchur / Consuelo / Mme. Hilda
- Jorge Lillo : Antonio / Chon Chon / Guardián / Rorro / Don Simón
- Sebastián Dupont : Ruende / Calfunao
- Sandro Larenas : Elzaino
- Sergio Schmied : Trauco

## Distinctions
Le film a notamment été présenté en sélection officielle en compétition au festival international du film d'animation d'Annecy 2020, au festival du film de Schlingel 2020, au festival international du film de Seattle 2021, au festival international du film de Stockholm 2021 et au festival international du film de Transylvanie 2021